# Китайсько-литовські відносини
Китайсько-литовські відносини — двосторонні відносини між Китайською Народною Республікою та Литовською Республікою. КНР має тимчасового повіреного у справах в Вільнюсі, а Литва має тимчасового повірений у справах в Пекіні.

## Історія
Офіційні китайсько-литовські відносини беруть початок в 1921, коли Китайська Республіка визнала незалежну Литву і підтримувала з нею дипломатичні відносини аж до окупації та подальшої анексії Литви Радянським Союзом у 1940 році. Сучасні дипломатичні відносини між Литвою та Китайською Народною Республікою були офіційно встановлені 14 вересня 1991 року після офіційного відновлення незалежності Литви. Ні КНР, ні Республіка Китай (Тайвань) не визнали включення Литви до складу Радянського Союзу.
В 1992 відкрите посольство КНР в Литві, а в 1995 — посольство Литви в КНР.

### Конфлікт щодо тайванського дипломатичного представництва в Литві
В серпні 2021 року Республіка Китай відкрила своє дипломатичне представництво в Литві, при чому воно отримало назву «Тайванське представництво», хоча через «політику одного Китаю», якої дотримується КНР і змушує до цього інші країни, зазвичай такі представництва називаються «Тайбейськими економічно-культурними офісами». Це викликало різку негативну реакцію уряду КНР, за якою запровадили економічні санкції проти Литви.

## Критика Китаю щодо прав людини
В червні 2020 Литва відкрито виступила проти закону про національну безпеку Гонконгу у заяві, оприлюдненій Радою ООН з прав людини. Пізніше, в травні 2021 року, Сейм Литви ухвалив резолюцію, яка визнала геноцид уйгурів і закликала уряд КНР скасувати закон про національну безпеку Гонконгу.
В березні 2021 КНР оголосила депутатку литовського парламенту Довіле Шакальєне персоною нон-грата через її коментарі щодо стану прав людини в материковому Китаї.
19 листопада 2021 група депутатів Сейму Литви опублікувала офіційний лист, у якому закликала Литву відмовитися від участі у зимових Олімпійських іграх 2022 року через систематичні порушення прав людини в Китаї. Дайна Гудзіневічюте, президент Національного олімпійського комітету Литви, оприлюднила заяву, в якій наголошувалось що Олімпійські ігри мають бути політично нейтральними, і підтвердила, що комітет не планує бойкотувати ігри.